# Tiểu não
Tiểu não là cấu trúc giải phẫu lớn nhất của não sau (hay trám não) của tất cả các loài động vật có xương sống. Mặc dù tiểu não thường nhỏ hơn đại não (như tên gọi của nó), ở một số loài động vật như cá thuộc Họ Cá mũi voi, tiểu não có kích thước bằng hoặc thậm chí lớn hơn đại não. Ở người, tiểu não đóng vai trò quan trọng trong điều hòa vận động, chi phối các chức năng nhận thức như chú ý và ngôn ngữ, điều hòa cảm xúc, chẳng hạn phản ứng sợ hãi và khoái cảm, nhưng chủ yếu là điều chỉnh hình thức của một chuyển động. Tiểu não của con người không quyết định thực hiện chuyển động, nhưng góp phần vào chức phận phối hợp vận động, độ chính xác và thời gian chính xác: nó nhận thông tin từ hệ thần kinh cảm giác (từ các giác quan) của tủy sống và từ các bộ phận khác của não, sau đó tích hợp các thông tin đầu vào này để điều chỉnh hoạt động. Tổn thương tiểu não gây ra các rối loạn về chuyển động tinh tế, cảm giác thăng bằng, cảm giác về tư thế và khả năng học vận động ở người.
Về mặt giải phẫu, tiểu não ở người có hình dạng giống như một cấu trúc giải phẫu riêng biệt gắn vào phía dưới não, nằm bên dưới hai bán cầu đại não. Trái ngược hoàn toàn với vỏ đại não là các rãnh não to nhỏ không đều, bề mặt vỏ tiểu não chứa các rãnh song song cách đều nhau. Thực chất vỏ tiểu não chỉ là một lớp mô mỏng mỏng gấp nếp chặt chẽ theo kiểu đàn accordion. Bên trong lớp mỏng này có một số loại neuron được sắp xếp rất đều đặn, hai loại neuron quan trọng nhất là tế bào Purkinje và tế bào hạt. Tổ chức thần kinh phức tạp này tạo ra khả năng xử lý tín hiệu lớn, nhưng hầu hết đầu ra từ vỏ tiểu não đều đi qua một tập hợp nhân tiểu não sâu nằm trong chất trắng bên trong tiểu não.
Ngoài vai trò trực tiếp trong việc kiểm soát vận động, tiểu não còn có khả năng học vận động, đặc biệt là học cách điều chỉnh vận động theo những thay đổi của cảm giác. Một số mô hình lý thuyết đã được phát triển để giải thích sự hiệu chuẩn cảm giác-vận động (sensorimotor calibration) theo khả biến thần kinh trong tiểu não. Các mô hình lý thuyết này bắt nguồn từ các mô hình do David Marr và James Albus xây dựng. Mô hình này dựa trên quan sát rằng mỗi tế bào Purkinje ở tiểu não nhận được hai loại tín hiệu đầu vào, hai loại này có sự khác nhau đáng kể: loại thứ nhất chứa hàng nghìn tín hiệu đầu vào yếu, đến từ các sợi song song của các tế bào hạt; loại thứ hai là tín hiệu đầu vào cực mạnh, đến từ một sợi leo (climbing fiber) duy nhất. Khái niệm cơ bản của thuyết Marr–Albus là sợi leo đóng vai trò như một "tín hiệu chỉ bảo" (thuật ngữ tạm dịch, từ gốc là "teaching signal"), tạo ra sự thay đổi lâu dài về cường độ của các tín hiệu đầu vào đến từ sợi song song. Các quan sát về ức chế hóa dài hạn trong tín hiệu đầu vào đến từ sợi song song củng cố phần nào thuyết này, nhưng tính đúng đắn vẫn còn gây tranh cãi.

## Cấu trúc giải phẫu
Ở cấp độ giải phẫu học đại thể, tiểu não bao gồm một lớp vỏ não được xếp chồng chặt chẽ, bên dưới là lớp chất trắng và não thất tư chứa đầy dịch não tủy. Bên trong chất trắng là bốn nhân tiểu não sâu. Mỗi phần của vỏ tiểu não có cùng một tập hợp nhỏ các neuron được sắp xếp theo một cấu trúc hình học có quy tắc. Sau khi nghiên cứu chức năng của tiểu não và mạng lưới kết nối thông tin bên trong, người ta chia tiểu não thành các đơn vị cấu trúc chức năng nhỏ hơn. Hiện nay, việc phân chia này vẫn chưa thống nhất trong giới nghiên cứu. Tuy nhiên, theo tổng kết của Ruigrok và cộng sự, tiểu não được chia thành các đơn vị chức năng (module), tiểu đơn vị (micromodule/microcomplex),  tiểu vùng (microzone) với những cấu trúc đặc trưng về mô học và chức năng. Cách phân chia này đang dần được áp dụng.

### Giải phẫu học đại thể

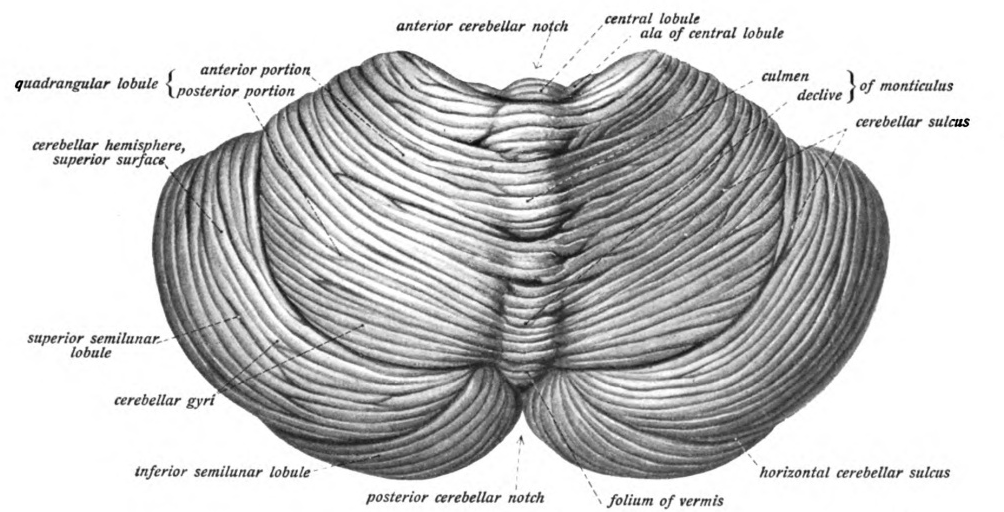
Tiểu não nhìn từ trên xuống và từ phía sau

Tiểu não nằm ở hố sọ sau. Các chi tiết nằm ở phía trước tiểu não não thất tư, cầu não và hành não. Ở phía ngoài, tiểu não ngăn cách với đại não bởi một lớp màng cứng, gọi là lều tiểu não; tất cả các đường dẫn truyền thần kinh của tiểu não đến các vị trí của đại não đều đi qua cầu não. Các nhà giải phẫu phân loại tiểu não là một phần của phần trước não sau (metencephalon), bao gồm cả cầu não. Phần trước não sau là phần trên của trám não hoặc "não sau". Giống như vỏ não, tiểu não được chia thành hai bán cầu tiểu não; có một vùng đường giữa hẹp gọi là nhộng tiểu não (trước đây gọi là thùy giun). Theo quy ước, một tập hợp các nếp gấp lớn hợp lại với nhau, chia cấu trúc tổng thể thành 10 "tiểu thùy" nhỏ hơn. Do có số lượng lớn các tế bào hạt nhỏ nên tiểu não chứa nhiều neuron hơn tổng số neuron ở các phần còn lại của não. Tuy vậy về thể tích thì tiểu não chỉ chiếm 10% tổng thể tích não. Số lượng tế bào thần kinh ở tiểu não có liên quan đến số lượng tế bào thần kinh ở vỏ não mới (neocortex). So với trong vỏ não mới, số lượng neuron trong tiểu não gấp 3,6 lần, tỷ lệ này tương đối giống nhau ở nhiều loài động vật có vú.
Phần lớn thể tích tiểu não của nó được tạo thành từ một lớp chất xám được gấp nếp chặt chẽ, tạo nên vỏ tiểu não. Mỗi gờ hoặc nếp gấp trong lớp này được gọi là lá (folia cerebelli). MRI độ phân giải cao cho thấy vỏ não tiểu não của người trưởng thành có diện tích 730 cm vuông, kích thước 6 cm×5 cm×10 cm. Bên dưới chất xám của vỏ não là chất trắng, chủ yếu được tạo thành từ các sợi thần kinh có bao myelin chạy đến và chạy đi từ vỏ não. Khi cắt ngang tiểu não, những dải chất trắng ở tiểu não xen vào giữa chất xám và tỏa ra thành hình trông giống như một cái cây có nhiều cành, gọi là "cây đời" (hay "cây sống", arbor vitae). Nằm ở trong chất trắng là bốn nhân tiểu não sâu (deep cerebellar nuclei) được tạo bởi chất xám.
Ba cặp cuống tiểu não (cerebellar peduncle) là nơi tụ hợp các đường dẫn truyền của tiểu não với các phần khác nhau của hệ thần kinh. Đó là cuống tiểu não trên, cuống tiểu não giữa và cuống tiểu não dưới, được đặt tên theo vị trí của chúng khi đối chiếu với nhộng tiểu não. Cuống tiểu não trên chủ yếu chứa sợi thần kinh thuộc đường ra khỏi tiểu não đến vỏ não, đó là các sợi hướng tâm qua nhân đồi thị đến các neuron vận động trên ở vỏ não. Các sợi này xuất phát từ nhân tiểu não sâu. Cuống tiểu não giữa có sợi nối với cầu não, nhận toàn bộ thông tin đầu vào đến từ cầu não, chủ yếu từ nhân cầu. Cụ thể, đường dẫn truyền xuất phát từ các sợi ở vỏ não đến cầu não, rồi từ nhân cầu qua các sợi ngang cầu não đến tiểu não. Cuống tiểu não giữa có kích thước lớn nhất trong ba cuống và các sợi hướng tâm của nó tạo thành ba bó riêng biệt dẫn đến các phần khác nhau của tiểu não. Cuống tiểu não dưới nhận thông tin từ các sợi hướng tâm từ nhân tiền đình, tủy sống và trần trung não (tegmentum). Cuống tiểu não dưới là đường ra của các sợi hướng tâm đến nhân tiền đình và cấu tạo lưới. Sợi điều chỉnh là các vào đến từ nhân trám dưới đi qua cuống tiểu não dưới đến toàn bộ tiểu não.

#### Phân chia

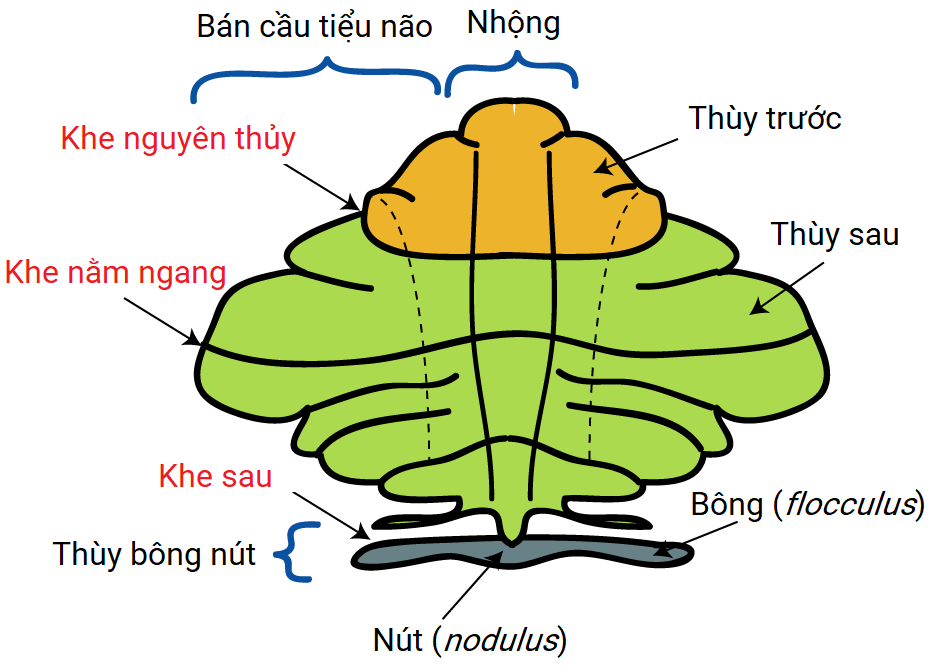
Sơ đồ phân thùy tiểu não, nhìn từ trên xuống, khi đã "duỗi thẳng các khe, nếp" sao cho nhộng tiểu não nằm trên một mặt phẳng.

Dựa trên hình dạng bề mặt, có thể phân biệt ba thùy trong tiểu não: thùy trước (phía trên khe nguyên thủy – primary fissure), thùy sau (phía dưới khe nguyên thủy) và thùy bông nút (locculonodular lobe, phía dưới khe sau bên – posterior fissure). Các thùy này chia tiểu não từ phía trước đến phía sau (ở người là từ trên xuống dưới). Tuy nhiên, xét về chức năng, thì lại nên xét chia khu vực theo chiều trong-ngoài (medial-to-lateral). Nếu không tính thùy bông bút (vì thùy này có các đường dẫn truyền và chức năng riêng biệt), tiểu não có thể được phân tích chức năng thành một khu vực giữa gọi là tiểu não gai (spinocerebellum) và một khu vực bên lớn hơn gọi là tiểu não đại não (cerebrocerebellum). Một dải mô hẹp nhô ra dọc theo đường giữa được gọi là nhộng tiểu não (cerebellar vermis, trong đó vermis trong tiếng Latin có nghĩa là "con nhộng". Thuật ngữ cũ dịch là "thùy giun").
Thùy bông nút (locculonodular lobe, tên cũ theo cố GS. Đỗ Xuân Hợp là "thùy nhung cục"), là vùng nhỏ nhất ở tiểu não, thường được gọi là tiểu não tiền đình (vestibulocerebellum). Thùy này chứa tiểu não cổ (hay "cổ tiểu não", archicerebellum), chủ yếu tham gia vào quá trình cân bằng và định hướng không gian; chứa các sự nối với nhân tiền đình, mặc dù tiểu não cổ cũng nhận các sợi đầu vào đến từ thị giác và các giác quan khác. Tổn thương vùng này gây ra rối loạn thăng bằng và dáng đi.
Vùng đai trung gian (hay "vùng giữa", "vùng cạnh nhộng") của thùy trước và sau tạo nên gai tiểu não, còn được gọi là cựu tiểu não (paleocerebellum) hay tiểu não cũ. Phần này của tiểu não có chức năng chủ yếu là điều chỉnh các chuyển động của cơ thể và chân tay. Vùng này nhận các sợi vào là sợi chi phối cảm giác bản thể từ cột sau tủy sống (bao gồm dải tủy-tiểu não) và từ thần kinh sinh ba thuộc thần kinh sọ (thần kinh V), cũng như từ hệ thị giác và hệ thính giác. Vùng này cho các sợi đến các nhân tiểu não sâu, sau đó chiếu lên cả vỏ não và thân não, có chức năng điều chỉnh hệ vận động.
Vùng đai ngoài (hay "vùng ngoài", "vùng bên") ở người là phần lớn nhất của tiểu não, tạo nên tiểu não đại não, hay còn được gọi là tiểu não mới (hay "tân tiểu não", neocerebellum). Vùng này chỉ nhận các sợi vào đến từ vỏ não (đặc biệt là thùy đỉnh) thông qua nhân cầu (hình thành đường vỏ-cầu-tiểu não) và cho các sợi chủ yếu đến đồi thị trước-ngoài (lần lượt nối với các vùng vận động của vỏ não tiền vận động và vùng vận động chính của vỏ não) và đến nhân đỏ. Mô tả chức năng của vùng đai ngoài sao cho hợp lý vẫn còn là đề tài gây tranh cãi: Vùng này liên quan đến việc lập kế hoạch chuyển động sắp diễn ra, đánh giá thông tin nhận được từ cảm giác để đưa ra hành động, và chi phối một số chức năng nhận thức thuần túy, chẳng hạn như xác định động từ phù hợp nhất với một danh từ nhất định (ví dụ: động từ "ngồi" phù hợp với danh từ "cái ghế". Triệu chứng này được gọi là mất ngôn ngữ danh từ - anomia).

### Giải phẫu vi thể
Hai loại neuron đóng vai trò chủ đạo trong mạch thần kinh của tiểu não là tế bào Purkinje và tế bào hạt (granule cell). Ba loại sợi trục đóng vai trò chủ đạo là sợi rêu (mossy fiber), sợi leo (climbing fiber), hai sợi này đi vào tiểu não từ bên ngoài, và sợi trục thứ ba là sợi song song (parallel fiber, là sợi trục của tế bào hạt). Có hai đường dẫn truyền chính trong mạch thần kinh của tiểu não có nguyên ủy là từ sợi rêu và sợi leo, cả hai cuối cùng đều tận cùng ở các nhân tiểu não sâu.
Các sợi rêu là các sợi chiếu trực tiếp vào nhân tiểu não sâu, tuy nhiên cũng tham gia đường dẫn truyền sau: sợi rêu → tế bào hạt → sợi song song → tế bào Purkinje → nhân tiểu não sâu. Các sợi leo là các sợi chiếu đến tế bào Purkinje, cũng gửi các sợi nhánh trực tiếp đến các nhân tiểu não sâu. Sợi rêu và sợi leo đều mang thông tin đầu vào đặc hiệu của sợi; tiểu não cũng nhận được các tín hiệu đầu vào theo hệ dopaminergic, serotonergic, noradrenergic và cholinergic, thực hiện chức năng neuromodulation.
Vỏ tiểu não được chia thành ba lớp. Lớp sâu nhất là lớp tế bào hạt có kích thước dày, chứa đầy các tế bào hạt (như tên gọi), cùng với các neuron trung gian (interneuron) chủ yếu là tế bào Golgi, ngoài ra còn có tế bào Lugaro và tế bào chổi đơn cực (Unipolar brush cell - UBC). Lớp giữa là lớp tế bào Purkinje, một vùng hẹp chứa thân tế bào Purkinje và tế bào thần kinh đệm Bergmann. Phía ngoài cùng là lớp phân tử, chứa các sợi nhánh dẹt của tế bào Purkinje, cùng với các sợi song song xuyên qua sợi nhánh của tế bào Purkinje theo góc vuông hình chữ T. Lớp ngoài cùng của vỏ tiểu não cũng chứa hai loại neuron trung gian ức chế: tế bào sao (stellate cell) và tế bào rổ (basket cell). Cả tế bào sao và tế bào rổ đều tạo ra các synapse GABAergic lên các sợi nhánh của tế bào Purkinje.

#### Các lớp của vỏ tiểu não

##### Lớp phân tử
Lớp trên cùng, ngoài cùng của vỏ tiểu não là lớp phân tử. Lớp này chứa các sợi nhánh dẹt của tế bào Purkinje và các sợi song song từ lớp hạt xuyên qua sợi nhánh của tế bào Purkinje theo góc vuông hình chữ T. Lớp phân tử cũng chứa hai loại neuron liên hợp có chức năng ức chế: tế bào sao và tế bào rổ. Các tế bào sao và tế bào rổ đều tạo ra synapse GABAergic lên sợi nhánh của tế bào Purkinje.

##### Lớp tế bào Purkinje

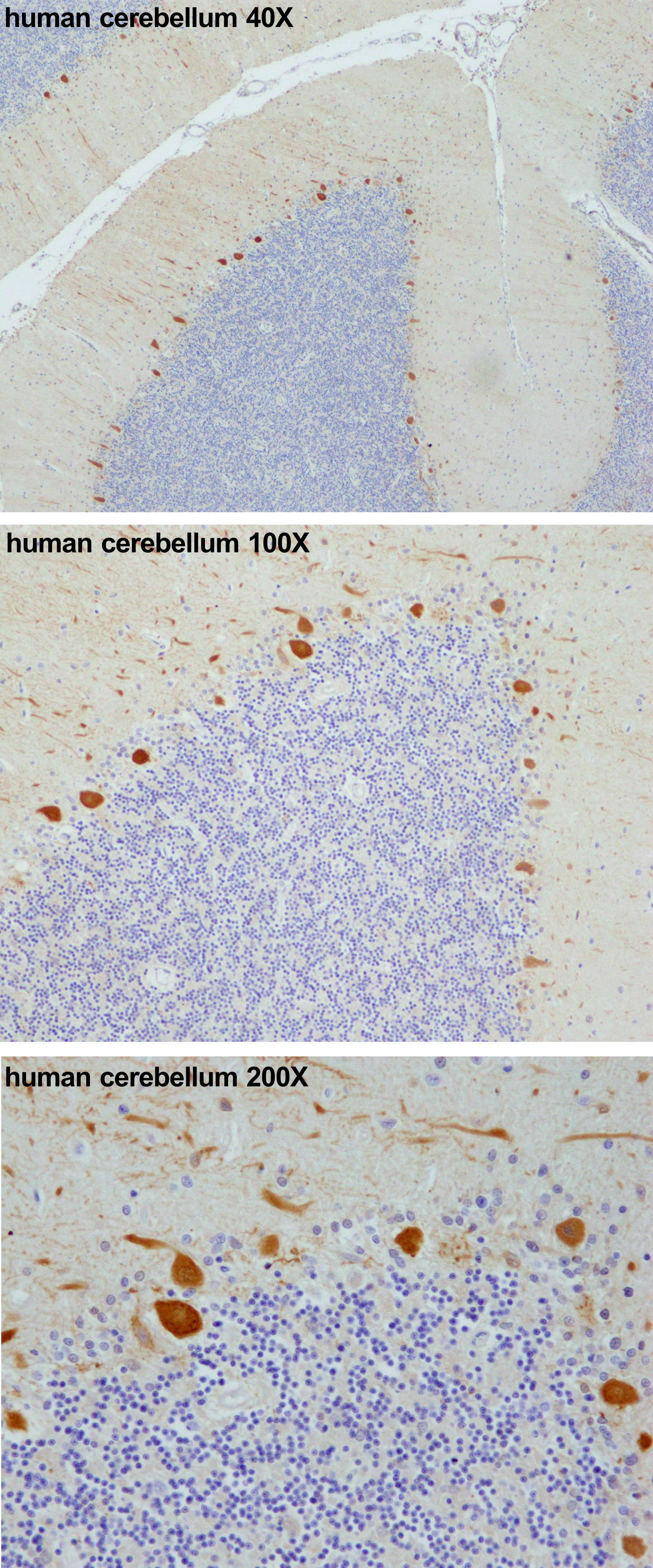
Tế bào Purkinje trong tiểu não người (nhuộm màu cam, ảnh lần lượt phóng đại 40X, 100X và 200X theo thứ tự từ trên xuống dưới). Phương pháp nhuộm miến dịch 3β-HSD đánh dấu

Tế bào Purkinje là một trong những tế bào thần kinh đặc biệt nhất trong não và là một trong những loại tế bào được phát hiện sớm nhất. Năm 1837, nhà giải phẫu học người Séc Jan Evangelista Purkyně là người đầu tiên mô tả tế bào Purkinje, đặc trưng bởi sợi nhánh: đuôi gai tế bào này phân nhánh rất nhiều, nhưng bị ép dẹt thành một mặt phẳng có hướng vuông góc với các nếp gấp tiểu não. Do đó, sợi nhánh của tế bào Purkinje tạo thành một mạng lưới dày đặc, phẳng. Các sợi song song (sợi trục của tế bào hạt) đi qua mạng lưới sợi nhánh tế bào Purkinje theo góc vuông. Sợi nhánh này được bao phủ bởi các gai sợi nhánh (dendritic spine), mỗi gai nhận tín hiệu đầu vào synap từ một sợi song song. Các tế bào Purkinje nhận được nhiều tín hiệu đầu vào synap hơn bất kỳ loại tế bào nào khác trong não. Ước tính lên tới 200.000 gai trên một tế bào Purkinje của con người. Thân tế bào có hình cầu lớn, xếp thành một lớp hẹp (có độ dày bằng một tế bào) tại vỏ tiểu não, gọi là lớp tế bào Purkinje. Sau khi phóng ra xung thần kinh đến các phần gần đó của vỏ tiểu não, các sợi trục của chúng đi vào các nhân tiểu não sâu, nơi đây sợi trục tạo ra khoảng 1000 điểm tiếp xúc với nhiều loại tế bào có nhân khác nhau, tất cả đều tập trung trong một vùng nhỏ. Tế bào Purkinje sử dụng GABA làm chất dẫn truyền thần kinh, do đó gây ra tác dụng ức chế lên tế bào mục tiêu.
Tế bào Purkinje tạo thành trung tâm đường dẫn truyền tiểu não, kích thước lớn cùng các kiểu hoạt động đặc biệt của chúng giúp việc nghiên cứu các kiểu phản ứng của chúng ở động vật có hành vi bằng các kỹ thuật ghi ngoại bào (extracellular recording technique, một loại kỹ thuật phương pháp đo đạc và đo các trường sóng cục bộ (Local field potential) trở nên tương đối dễ dàng. Tế bào Purkinje thậm chí còn tự tạo điện thế hoạt động ở tốc độ cao ngay cả khi không có kích thích đầu vào từ synap. Ở những động vật ở trạng thái tỉnh táo, có khả năng thực hiện hành vi, tỷ lệ phát điện thế hoạt động trung bình thường vào khoảng 40 Hz. Các chuỗi xung thần kinh của tế bào Purkinje là sự kết hợp giữa các xung đột đơn giản và phức hợp. Xung đơn giản (simple spike) là một điện thế hoạt động đơn lẻ theo sau là một thời kỳ trơ khoảng 10 ms; xung phức hợp (complex spike) là một chuỗi các điện thế hoạt động có khoảng cách giữa các xung rất ngắn và biên độ giảm dần. Các nghiên cứu sinh lý học đã chỉ ra rằng các xung phức hợp (tốc độ ban đầu vào khoảng 1 Hz, không bao giờ cao hơn 10 Hz) có mối tương quan chặt chẽ tới hoạt động của sợi leo, trong khi xung đơn giản được tạo ra bởi sự kết hợp giữa hoạt động ở ngưỡng và thông tin đầu vào của sợi song song. Theo sau các xung phức hợp thường là một khoảng thời kỳ trơ kéo dài vài trăm mili giây, lúc này hoạt động xung đơn giản bị ngăn chặn, không thực hiện được.

##### Lớp tế bào hạt

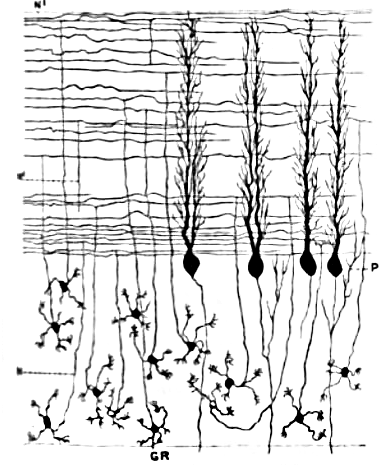
Tế bào hạt (GR, dưới cùng), sợi song song (các đường ngang, trên cùng) và tế bào Purkinje (P, giữa) với sợi nhánh dẹt

Trái ngược với tế bào Purkinje, tế bào hạt tiểu não là một trong những neuron nhỏ nhất của não. Chúng cũng là những neuron có số lượng nhiều nhất: Ở người, ước tính trung bình khoảng 50 tỷ tế bào hạt, điều đó có nghĩa là khoảng 3/4 số neuron của bộ não là tế bào hạt tiểu não. Thân tế bào xếp thành một lớp dày ở dưới cùng vỏ tiểu não. Một tế bào hạt chỉ tạo bốn đến năm sợi nhánh, mỗi nhánh kết thúc bằng một cấu trúc rộng gọi là móng sợi nhánh (dendritic claw). Những cấu trúc rộng này là vị trí tín hiệu đầu vào kích thích xuất phát từ các sợi rêu và tín hiệu đầu vào ức chế xuất phát từ các tế bào Golgi.
Các sợi trục mỏng, không có myelin của tế bào hạt dựng thẳng đứng, xuyên lên lớp trên (lớp phân tử) của vỏ não, tại đây chúng tách thành hai, với mỗi nhánh chạy theo chiều ngang để tạo thành một sợi song song; sự tách một nhánh dọc thành hai nhánh ngang tạo ra hình chữ "T" đặc trưng. Một sợi song song của tiểu não người dài trung bình trong 3 mm theo mỗi hướng từ chỗ chia tách, như vậy tổng chiều dài khoảng 6 mm cho hai nhánh (khoảng 1/10 tổng chiều rộng của lớp vỏ tiểu não). Khi chúng chạy dọc, các sợi song song xuyên qua các sợi nhánh của tế bào Purkinje, cứ khoảng 3–5 sợi nhánh mà sợi song đi qua thì sợi song song tiếp xúc với một sợi nhánh, tạo ra tổng cộng 80–100 liên kết synap giữa sợi song song với nhánh gai của tế bào Purkinje. Các tế bào hạt sử dụng chất truyền đạt thần kinh glutamate, do đó tạo ra tác dụng kích thích lên tế bào mục tiêu.

Sơ đồ các lớp của vỏ tiểu não cho thấy tế bào hạt ở lớp hạt.

Các tế bào hạt nhận toàn bộ thông tin từ các sợi rêu, tỷ lệ số tế bào hạt/ sợi rêu là 200 lần (ở người). Do đó, thông tin trong trạng thái hoạt động của tế bào hạt giống với thông tin trong các sợi rêu, nhưng được mã hóa lại theo cách "dàn trải" hơn nhiều. Vì các tế bào hạt có kích thước rất nhỏ và mật độ dày đặc nên rất khó ghi lại các xung thần kinh của tế bào hạt ở động vật có khả năng thực hiện hành vi, do vậy mà có ít dữ liệu để làm cơ sở cho việc đưa ra lý thuyết. Lý thuyết phổ biến nhất về chức năng của tế bào hạt do David Marr đề xuất vào năm 1969. Ông cho rằng tế bào hạt có thể mã hóa các thông tin tổ hợp đầu vào sợi rêu. Trong đó với mỗi tế bào hạt chỉ nhận tín hiệu đầu vào từ 4–5 sợi rêu, và một tế bào hạt sẽ không đáp ứng nếu chỉ có một đầu vào hoạt động, sẽ phản ứng nếu có nhiều hơn một đầu vào hoạt động. Sơ đồ mã hóa theo kiểu kết hợp này có thể cho phép tiểu não phân biệt tốt hơn nhiều các mảnh thông tin đầu vào (input pattern) so với thông tin từ từng sợi rêu riêng lẻ.

#### Sợi rêu
Các sợi rêu đi vào lớp hạt từ điểm xuất phát của chúng, nhiều sợi có nguyên ủy từ nhân cầu, một số khác từ tủy sống, nhân tiền đình, v.v. Tiểu não của người có khoảng 200 triệu sợi rêu. Các sợi này tạo thành synap kích thích với tế bào hạt và tế bào của nhân tiểu não sâu. Bên trong lớp tế bào hạt, một sợi rêu tạo ra cấu trúc rộng gọi là rosette (tạm dịch là hoa thị). Sợi rêu tiếp xúc với sợi nhánh tế bào hạt ở vị trí nằm trong các cấu trúc gọi là cuộn tiểu cầu (glomeruli). Mỗi cuộn tiểu cầu có một hoa thị của sợi rêu nằm ở trung tâm và có tới 20 sợi nhánh tế bào hạt tiếp xúc với nó. Các đầu mút từ tế bào Golgi xuyên vào cấu trúc, tạo ra synap ức chế lên các nhánh của tế bào hạt. Toàn bộ những cấu trúc trên được bao quanh bởi một lớp tế bào thần kinh đệm. Mỗi sợi rêu gửi các nhánh phụ đến một số lá tiểu não (cerebellar folia), tạo thành tổng cộng 20–30 hoa thị; do đó, một sợi rêu tiếp xúc với khoảng 400–600 tế bào hạt.

#### Sợi leo
Các tế bào Purkinje cũng nhận được thông tin từ nhân trám dưới ở thân não đối bên nhờ có các sợi leo. Mặc dù nhân trám dưới nằm ở hành não và nhận thông tin từ tủy sống, thân não và vỏ não, nhưng thông tin đầu ra lại hoàn toài đi đến tiểu não. Một sợi leo tạo ra các nhánh phụ đến các nhân tiểu não sâu trước khi đi vào vỏ tiểu não, tại đó nó chia thành khoảng 10 nhánh tận cùng, mỗi nhánh truyền đạt thông tin đầu vào cho một tế bào Purkinje duy nhất. Trái ngược hoàn toàn với hơn 100.000 đầu vào từ sợi song song, mỗi tế bào Purkinje nhận đầu vào từ chính xác chỉ một sợi leo. Tuy nhiên khi sợi leo này "leo" lên các sợi nhánh của tế bào Purkinje, quấn quanh chúng và tạo ra tổng cộng tới 300 synap khi nó di chuyển. Tín hiệu đầu vào mạnh đến mức một điện thế hoạt động đơn lẻ từ sợi leo có khả năng tạo ra xung phức hợp kéo dài trong tế bào Purkinje: một loạt xung phức hợp liên tiếp, biên độ xung giảm dần theo thời gian, theo sau là một thời kỳ trơ (điện thế hoạt động bị ức chế). Các synap của sợi leo bao phủ thân tế bào và các sợi nhánh gần; vùng này không có tín hiệu đầu vào của sợi song song.
Các sợi leo phát xung với tốc độ thấp, tuy vậy chỉ cần một điện thế hoạt động của sợi leo duy nhất là đã có thể phát ra điện thế hoạt động trong tế bào Purkinje mục tiêu (kết quả là tạo ra một xung phức hợp). Sự khác nhau rõ nét giữa số lượng tín hiệu đầu vào từ sợi song song (hơn 100.000) và từ sợi leo (chỉ cần 01) để đạt được ngưỡng kích thích tế bào Purkinje có lẽ là đặc điểm gây tranh cãi nhất về giải phẫu tiểu não và đã thúc đẩy cho sự ra đời của nhiều lý thuyết. Trên thực tế, chức năng của các sợi leo vẫn là chủ đề chưa có sự thống nhất liên quan đến tiểu não. Có hai trường phái: Một là, Marr và Albus cho rằng tín hiệu đầu vào của sợi leo chủ yếu đóng vai trò là "tín hiệu chỉ bảo" (thuật ngữ tạm dịch, từ gốc là "teaching signal"); Hai là, trường phái cho rằng chức năng của sợi leo là định hình trực tiếp tín hiệu đầu ra của tiểu não. Cả hai quan điểm trên đều được làm sáng tỏ và được viết kỹ càng trong nhiều ấn phẩm. Trích đoạn của một bài tổng quan, "Việc cố gắng tổng hợp các giả thuyết khác nhau về chức năng của sợi leo khiến ta có cảm giác như đang xem một bức vẽ của Escher. Mỗi quan điểm dường như giải thích cho một tập hợp các phát hiện nhất định, nhưng khi người ta cố gắng kết hợp các quan điểm khác nhau lại với nhau, thì bức tranh toàn cảnh này không hề mạch lạc và không hợp lý về vai trò của sợi leo. Đối với phần lớn các nhà nghiên cứu, các sợi leo có chức phận báo hiệu "lỗi" trong thực hiện vận động (tức là qua quá trình điều khiển tần số phóng xung hoặc đơn thuần chỉ là "thông báo duy nhất" về một 'sự kiện bất ngờ'. Nhà nghiên cứu khác lại tìm thấy thông điệp về chức phận sợi leo nằm ở mức độ đồng bộ và nhịp nhàng phát xung giữa các sợi leo."

#### Nhân tiểu não sâu

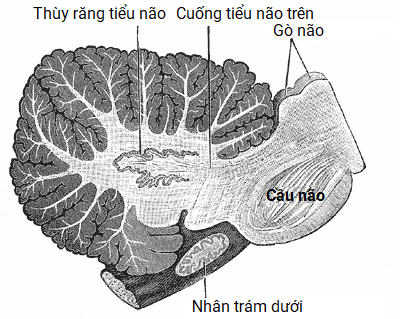
Mặt cắt ngang theo mặt phẳng sagittal của tiểu não người, bộc lộ nhân răng, cầu não và nhân trám dưới

Nhân sâu tiểu não là các nhân xám nằm sâu trong lòng chất trắng ở lõi tiểu não. Ngoại trừ các nhân tiền đình gần đó, nhân sâu tiểu não là nguồn phát ra tín hiệu duy nhất từ tiểu não. Các nhân này nhận nhánh phụ chiếu từ sợi rêu và sợi leo, từ tín hiệu đầu vào (tín hiệu ức chế) của tế bào Purkinje vùng vỏ tiểu não.
Dưới đây là bốn nhân xám của tiểu não, bao gồm (theo danh pháp T.A 1997):
1. nhân răng (nucleus dentatus)
2. nhân xen sau (nucleus interpositus posterior, danh pháp cũ: nhân cầu – nucleus globosus),
3. nhân xen trước (nucleus interpositus anterior, danh pháp cũ: nhân nút – nucleus emboliformis)
4. nhân đỉnh mái (nucleus fastigii, danh pháp cũ của GS Đỗ Xuân Hợp: nhân mái – noyau du toit)

Các nhân này đều có đường dẫn truyền tới các phần khác nhau của não và vỏ tiểu não. Các nhân xen sau và nhân xen trước có thể gọi chung là nhân xen. Nhân răng và nhân xen thuộc về vùng tiểu não gai. Nhân răng ở động vật có vú có kích thước lớn hơn nhiều so với các nhân khác. Nhân này là một lớp chất xám mỏng, quanh co và chỉ thông với các phần bên của vỏ tiểu não. Bông (flocculus, danh pháp cũ: "nhung") là phần duy nhất của vỏ tiểu não không có sợi chiếu đến các nhân sâu, tín hiệu đầu ra của bông chỉ đi đến các nhân tiền đình.
Phần lớn các neuron trong nhân sâu có thân tế bào lớn, tỏa sợi nhánh thành hình cầu có bán kính khoảng 400 μm, sử dụng glutamate làm chất dẫn truyền thần kinh. Các tế bào này hướng tới nhiều mục tiêu khác nhau bên ngoài tiểu não. Xen lẫn với các neuron có thân tế bào lớn là một số lượng ít các tế bào nhỏ, sử dụng GABA làm chất dẫn truyền thần kinh và chỉ hướng về nhân trám dưới (nguyên ủy của sợi leo). Do đó, các sợi chiếu từ nhân trám tạo đáp ứng feedback âm tính lên các sợi chiếu mang tín hiệu kích thích từ các sợi leo tới nhân trám. Có bằng chứng cho thấy mỗi cụm tế bào nhân sâu tiểu não cho các sợi chiếu đến một cụm tế bào nhân trám đúng theo vị trí mà các cụm tế báo ở nhân trám gửi sợi leo tới cụm tế bào nhân sâu tiểu não tương ứng; tức là có quan hệ chặt chẽ theo cả hai hướng.
Khi một sợi trục của tế bào Purkinje đi vào nhân sâu, sợi trục này phân nhánh để tiếp xúc với cả tế bào nhân lớn và tế bào nhân nhỏ, nhưng tổng số tế bào tiếp xúc chỉ cố định khoảng 35 (ở mèo). Ngược lại, một tế bào nhân sâu duy nhất lại nhận tín hiệu đầu vào từ khoảng 860 tế bào Purkinje (ở mèo).

#### Các vùng

Sơ đồ minh họa cấu trúc của các vùng đai và microzone (microzone) trong vỏ tiểu não

Theo quan điểm giải phẫu học đại thể, vỏ tiểu não là một lớp mô đồng nhất. Theo quan điểm giải phẫu vi thể, tất cả các phần của lớp mô này dường như có cùng cấu trúc bên trong. Tuy nhiên, có một số khía cạnh mà cấu trúc của tiểu não được phân chia thành các khoang (compartment). Có những khoang lớn thường được gọi là vùng (zone); chúng có thể được chia thành các khoang nhỏ hơn được gọi là microzone (tạm dịch là tiểu vùng).
Cấu trúc khoang xuất phát từ các nghiên cứu về trường nhận thức của tế bào ở nhiều phần khác nhau của vỏ tiểu não. Mỗi bộ phận trên cơ thể đều được ánh xạ tới các điểm cụ thể trong tiểu não, nhưng có rất nhiều hình chiếu bị lặp lại, tạo nên sự sắp xếp riêng gọi là "bản đồ cơ thể đứt gãy" ("fractured somatotopy"). Nhuộm miễn dịch tiểu não bằng một số loại protein nhất định có thể giúp nhìn rõ hơn cách chia khoang của tiểu não. Marker hay dùng là "zebrin", vì khi nhuộm sẽ tạo ra hoa văn phức tạp trông tựa như sọc trên lưng ngựa vằn. Các "sọc vằn" tạo ra bởi "zebrin" và các dấu hiệu phân chia khoang bởi các marker khác có đường định hướng vuông góc với các nếp gấp tiểu não—tức là chúng hẹp theo hướng trong-ngoài nhưng dài và rộng theo hướng dọc. Các marker khác nhau tạo ra hình thánh "sọc vằn" khác nhau, chiều rộng và chiều dài thay đổi tùy theo vị trí, nhưng tất cả đều có cùng hình dạng chung.
Vào cuối thập niên 1970, Oscarsson đề xuất rằng các vùng đai vỏ não này có thể được phân chia thành các đơn vị nhỏ hơn gọi là microzone (tạm dịch là tiểu ). Microzone được định nghĩa là một nhóm các tế bào Purkinje có cùng một trường nhận thức bản thể (somatotopic receptive field). Microzone chứa khoảng 1000 tế bào Purkinje, được sắp xếp thành một dải dài, hẹp, hướng vuông góc với các nếp gấp của vỏ não. Do đó, như sơ đồ bên cạnh minh họa, sợi nhánh tế bào Purkinje cùng hướng với microzone, còn sợi song song của tế bào hạt cắt ngang chúng theo góc vuông.
Để xác định cấu trúc microzone, ngoài việc xác định trường nhận thức bản thể, xác định tín hiệu đầu vào của sợi leo từ nhân trám dưới cũng quan trọng không kém. Các nhánh của sợi leo (thường có khoảng 10 nhánh) thường kích hoạt các tế bào Purkinje thuộc cùng một microzone. Hơn nữa, các neuron từ nhân trám gửi các sợi leo đến cùng một microzone có xu hướng bắt cặp nhau bằng liên kết khe (gap junction) nhằm đồng bộ hóa hoạt động của chúng, khiến các tế bào Purkinje trong một microzone tạo điện thế hoạt động ở dạng xung phức hợp theo thang thời gian mili giây. Ngoài ra, các tế bào Purkinje thuộc về một microzone đều gửi các sợi trục của chúng đến cùng một cụm nhỏ các tế bào có chức năng hình thành thông tin đầu ra nằm bên trong nhân tiểu não sâu. Cuối cùng, các sợi trục của tế bào rổ có chiều dài theo hướng dọc dài hơn nhiều so với hướng giữa bên, khiến chúng bị giới hạn phần lớn trong một microzone duy nhất. Hậu quả, các tương tác giữa các tế bào trong một microzone mạnh hơn nhiều so với các tương tác giữa các microzone khác nhau.
Năm 2005, Richard Apps và Martin Garwicz tóm tắt bằng chứng cho thấy bản thân các microzone là một phần của một thực thể lớn hơn mà họ gọi là multizonal microcomplex (tạm dịch: phức hợp vi thể đa vùng). Một microcomplex bao gồm một vài microzone ở vùng vỏ não có sự tách biệt về mặt không gian, tất cả đều cho sợi chiếu tới cùng một nhóm neuron thuộc nhân tiểu não sâu, cộng với một nhóm neuron nhân trám cho sợi chiếu tới tất cả các microzone và khu vực nhân tiểu não sâu.

### Cấp máu cho tiểu não

Sơ đồ của các động mạch cấp máu cho tiểu não và thân não

Ba cặp động mạch chính: động mạch tiểu não trên (superior cerebellar artery – SCA), động mạch tiểu não trước dưới (anterior inferior cerebellar artery – AICA) và động mạch tiểu não sau dưới (posterior inferior cerebellar artery – PICA) cấp máu cho tiểu não.
- SCA cấp máu cho vùng trên của tiểu não. Động mạch này đi ở bề mặt trên và phân nhánh vào màng mềm, tại đó các nhánh này thông với các nhánh của AICA và PICA.
- AICA cung cấp máu cho phần trước của mặt dưới tiểu não.
- PICA ở mặt dưới, tại đây động mạch phân thành nhánh trong và nhánh ngoài. Nhánh trong tiếp tục chạy về phía sau đến vị trí giữa hai bán cầu tiểu não. Nhánh ngoài cấp máu cho mặt dưới của tiểu não, cho đến tận bờ ngoài để thông với AICA và SCA.

## Chức năng

### Lâm sàng
Để tìm hiểu về vai trò của tiểu não, bằng chứng thuyết phục nhất là nghiên cứu các hậu quả sau khi làm tổn thương tiểu não. Động vật và người bị rối loạn chức năng tiểu não thường gặp vấn đề về kiểm soát vận động ở cùng bên cơ thể với phần tiểu não bị tổn thương. Họ vẫn có thể thực hiện hoạt động vận động nhưng không còn độ chính xác, xuất hiện các chuyển động bất thường, thiếu phối hợp chuyển động (thiếu hiệp đồng), hoặc tạo chuyển động không đúng thời điểm. Một nghiệm pháp đánh giá chức năng tiểu não là đưa đầu ngón tay đến một mục tiêu cách xa cánh tay (chẳng hạn như nghiệm pháp ngón tay trỏ mũi). Người khỏe mạnh sẽ di chuyển đầu ngón tay theo quỹ đạo thẳng, tốc độ nhanh. Người bị tổn thương tiểu não sẽ đưa tay chậm, không đều, nhiều lần điều chỉnh quỹ đạo ngón tay giữa chừng. Những khiếm khuyết chức năng không liên quan đến vận động thì khó phát hiện hơn. Vì vậy, kết luận chung về chức năng cơ bản của tiểu não cách đây vài thập kỷ là hiệu chỉnh lại hình thức của chuyển động một cách chi tiết chứ không phải là khởi tạo chuyển động, không quyết định thực hiện chuyển động.
Trước thập niên 1990, chức năng của tiểu não hầu như được cho là chỉ liên quan đến vận động, nhưng những phát hiện mới hơn đã xét lại quan điểm này. Các nghiên cứu trên hình ảnh học chức năng đã chỉ ra rằng có vai trò của tiểu não liên quan đến ngôn ngữ, sự chú ý và tinh thần; các nghiên cứu tương quan đã cho thấy có tương tác giữa tiểu não với các vùng không thực hiện chức năng vận động của vỏ não; và nhiều triệu chứng không thuộc về chức năng vận động đã được nhận thấy ở những người bị tổn thương được cho là đã thấy chỉ bị tổn thương tiểu não. Đặc biệt, Hội chứng rối loạn nhận thức tiểu não hoặc hội chứng Schmahmann đã được mô tả ở người lớn và trẻ em. Sử dụng chụp cộng hưởng từ chức năng (fMRI) để lập ra bản đồ chức năng của tiểu não một cách ước lượng cho thấy rằng hơn một nửa vỏ tiểu não được kết nối với các vùng tương ứng của vỏ não.

### Chức năng vi tính điện học neuron của tiểu não (neuronal dynamics)
Kenji Doya cho rằng không nên dựa trên các hành vi mà tiểu não chi phối để quy định chức năng của tiểu não, mà phải dựa trên các chức năng vi tính thần kinh của tiểu não (neural computation function). Tiểu não chứa một số lượng lớn các module ít nhiều độc lập nhau, tất cả đều có cùng cấu trúc bên trong đều đặn về mặt hình học. Do đó, người ta cho rằng tất cả đều thực hiện cùng một "vi tính" (computation). Nếu các luồng vào và luồng ra của một module nằm trong vùng vận động (như nhiều module khác), thì module sẽ liên quan đến hành vi vận động; nhưng nếu các luồng vào và luồng ra nằm trong vùng liên quan đến nhận thức không phải vận động, thì module sẽ liên quan đến các loại tương quan hành vi khác. Do đó, có mối tương quan giữa tiểu não với quá trình điều chỉnh nhiều đặc điểm chức năng khác nhau như tình cảm (affection), cảm xúc (emotion) bao gồm nhận thức (perception) ngôn ngữ, cơ thể, cảm xúc và hành vi (behavior). Doya cho rằng tiểu não có vai trò lựa chọn hành động dự đoán dựa trên "mô hình nội bộ" ("internal models") của môi trường hoặc dựa trên kỹ thuật học có giám sát (supervised learning). Vai trò này trái ngược với hạch nền (là chất xám nằm sâu trong bán cầu đại não) thì thực hiện kỹ thuật học tăng cường; vỏ não thì thực hiện học không có giám sát. Sau khoảng 30 năm nghiên cứu não bộ, chức năng tiểu não được đề xuất là tạo ra các mô hình tinh thần (mental model) được tối ưu hóa và tương tác chặt chẽ với vỏ não, nơi các mô hình nội bộ (internal models) cập nhật các trải nghiệm như trực giác sáng tạo (hiện tượng "à há" – "a ha" phenomenon) trong trí nhớ làm việc.)

#### Nguyên tắc
Trước đây, sự đơn giản và tính quy luật tương đối của giải phẫu tiểu não được coi là có mối tương quan tới sự đơn giản của chức năng vi tính (computational function). Một trong những cuốn sách đầu tiên về điện sinh lý tiểu não mang tên The Cerebellum as a Neuronal Machine (tạm dịch: Tiểu não như một Cỗ máy Thần kinh) của John C. Eccles, Masao Ito và János Szentágothai đã thể hiện quan điểm đó. Mặc dù hiện nay vẫn chưa có sự hiểu biết đầy đủ về chức năng của tiểu não, nhưng chức năng tiểu não phải thỏa mãn ít nhất bốn nguyên tắc: (1) xử lý chuyển tiếp (feedforward processing), (2) phân kỳ và hội tụ (divergence and convergence), (3) tính module (modularity) và (4) tính thích ứng (plasticity).
1. Xử lý chuyển tiếp (feedforward processing): Tiểu não khác với hầu hết các bộ phận khác của não (đặc biệt là vỏ đại não) ở chỗ quá trình xử lý tín hiệu gần như hoàn toàn chuyển tiếp (feedforward), tức là tín hiệu di chuyển theo một hướng trong hệ thống từ luồng vào đến luồng ra, rất ít có sự truyền dẫn nội bộ. Lượng ít sự truyền dẫn nội bộ đó tự động ức chế, triệt tiêu lẫn nhau; không có mạch thần kinh kích thích nào cả. Tiểu não có tính chất feedforward này nghĩa là tiểu não không thể tự tạo ra hoạt động thần kinh và tự duy trì chúng, điều này trái ngược với vỏ não. Luồng tín hiệu đi vào mạch, được xử lý theo trình tự, sau đó tạo thành luồng tín hiệu đi ra, hầu như không có một trí nhớ ngắn hạn nào. Eccles, Ito và Szentágothai đã viết, "Việc loại trừ mọi khả năng tồn tại sự kích thích neuron[chú thích 4] chắc chắn là một lợi thế lớn trong "hiệu suất làm việc" (performance) của tiểu não tựa như một máy tính, bởi vì phần còn lại của hệ thần kinh luôn yêu cầu tiểu não phải phản ứng nhanh chóng và rõ ràng với luồng đầu vào của bất kỳ tập thông tin cụ thể nào, chứ có lẽ không yêu cầu tiểu não phải cho luồng đầu ra là kết quả của việc xử lý luồng thông tin phức tạp trong tiểu não."[55]
2. Phân kỳ và hội tụ: Trong tiểu não người, thông tin từ 200 triệu đầu vào từ sợi rêu sẽ truyền tới 40 tỷ tế bào hạt, sau đó các thông tin đầu ra đến sợi song song của tế bào hạt hội tụ lại truyền đến 15 triệu tế bào Purkinje.[12] Do chúng được xếp theo chiều dọc, khoảng 1000 tế bào Purkinje thuộc một microzone có thể nhận luồng tín hiệu đầu vào từ khoảng 100 triệu sợi song song, sau đó tập trung lại, luồng tín hiệu đầu ra đi xuống một nhóm tế bào gồm ít hơn 50 tế bào nhân tiểu não sâu.[37] Do đó, mạng lưới tiểu não tiếp nhận một lượng đầu vào tương đối khiêm tốn nhưng "bộ xử lý" nhưng tín hiệu đó rất lớn thông qua mạng lưới nội bộ có cấu trúc chặt ché, sau đó trả kết quả ra ngoài thông qua một số lượng rất hạn chế các tế bào phụ trách dẫn truyền luồng thông tin đầu ra.
3. Tính module : Hệ thống tiểu não được chia thành nhiều module độc lập với nhau, có thể lên tới hàng trăm đến hàng nghìn module. Tất cả các module đều có cấu trúc bên trong giống nhau, nhưng luồng tín hiệu đầu vào và luồng tín hiệu đầu ra khác nhau. Một module (một khoang chứa nhiều vùng đai - theo thuật ngữ của Apps và Garwicz) bao gồm một cụm nhỏ các neuron trong nhân trám dưới, một tập hợp các dải tế bào Purkinje dài và hẹp trong vỏ tiểu não (microzone) và một cụm nhỏ các neuron trong nhân tiểu não sâu. Các module khác nhau mặc dù có cùng luồng tín hiệu đầu vào từ các sợi rêu và sợi song song, nhưng chúng dường như hoạt động độc lập. Thật vậy, luồng tín hiệu đầu ra của một module dường như không ảnh hưởng đáng kể đến hoạt động của các module khác.[37]
4. Tính thích ứng: Các synap giữa các sợi song song và tế bào Purkinje, và các synap giữa các sợi rêu và tế bào từ nhân tiểu não sâu đều, cả hai đều nhạy cảm với sự thay đổi khả năng dẫn . Trong một module tiểu não đơn lẽ, thông tin đầu vào từ khoảng một tỷ sợi song song hội tụ vào một nhóm gồm chưa đến 50 tế bào nhân tiểu não sâu và ảnh hưởng của mỗi sợi song song lên các tế bào nhân đó có thể điều chỉnh được. Sự sắp xếp này mang lại sự linh hoạt rất lớn để tinh chỉnh mối tương quan giữa luồng thông tin đầu vào và luồng thông tin đầu ra của tiểu não.[56]

#### Học thuyết "Học tập"
Có nhiều bằng chứng cho thấy tiểu não đóng vai trò thiết yếu trong một số loại học tập vận động, đặc biệt là tinh chỉnh cách thực hiện hành động. Tuy nhiên, vẫn còn nhiều tranh cãi về việc liệu việc "học tập" có diễn ra trong chính tiểu não hay không, hay liệu tiểu não chỉ cung cấp các tín hiệu thúc đẩy việc học ở các cấu trúc não khác. Hầu hết các lý thuyết gán việc việc học tập vào mô hình mạng dẫn truyền tiểu não bắt nguồn từ ý tưởng của David Marr và James Albus, họ đã đưa ra giả thuyết rằng các sợi leo cung cấp "tín hiệu chỉ dẫn" gây biến đổi synap của liên kết sợi song song và tế bào Purkinje. Marr cho rằng luồng thông tin đầu vào sợi leo sẽ khiến luồng đầu vào sợi song song được kích hoạt đồng bộ được tăng cường. Tuy nhiên, hầu hết các mô hình học tập tiểu não sau này đều đi theo Albus cho rằng khi hoạt động của sợi leo có thể bị sai lạc hay là tín hiệu lỗi và sẽ khiến luồng đầu vào sợi song song được kích hoạt đồng bộ bị suy yếu đi. Một số mô hình sau này, chẳng hạn như mô hình  lọc thích ứng (Adaptive Filter) của Fujita đã cố gắng tìm hiểu chức năng tiểu não theo lý thuyết điều khiển tối ưu.
Đã có nhiều nghiên cứu thực nghiệm để trả lời câu hỏi "liệu sợi leo hoạt động để tạo tín hiệu lỗi". Một số nghiên cứu ủng hộ nhưng cũng có nhiều nghiên cứu nghi ngờ. Trong một nghiên cứu tiên phong do Gilbert và Thach thực hiện trên khỉ từ năm 1977, nhóm nghiên cứu yêu cầu khỉ nắm lấy tay cầm và học cách di chuyển tay cầm theo các rãnh hình đường cung. Họ nhận thấy khi khỉ còn vụng về thực hiện hành động, các tế bào Purkinje trong tiểu não khỉ tăng tạo các xung phức hợp. Xung phức hợp là chỉ báo đáng tin cậy hoạt động của luồng tín hiệu đầu vào sợi leo. Một số nghiên cứu về khả năng học vận động ở mèo, các nhà nghiên cứu đã quan sát thấy xuất hiện hoạt động xung phức hợp khi có sự không khớp giữa "chuyển động dự kiến" và "chuyển động thực sự được thực hiện". Các nghiên cứu về phản xạ mắt-tiền đình (giúp ổn định hình ảnh thị giác trên võng mạc trong khi khi đầu quay), hoạt động của sợi leo gắn với "sự trượt võng mạc" (retinal slip), tuy vậy mối quan hệ này không thực rõ ràng.
Một trong những nhiệm vụ học tập của tiểu não được nghiên cứu rộng rãi nhất là  mô hình chớp mắt có điều kiện, trong đó một kích thích có điều kiện trung tính (neutral conditioned stimulus – viết tắt là CS) như âm thanh hoặc ánh sáng được bắt cặp nhiều lần với một kích thích không điều kiện (unconditioned stimulus – tiếng Anh viết tắt là US), chẳng hạn luồng khí bay vào mắt gây ra phản ứng chớp mắt. Sau những lần cả kích thích có điều kiện trung tính và kích thích không điều kiện xuất hiện lặp đi lặp lại, cuối cùng kích thích có điều kiện trung tính sẽ gây ra hành động chớp mắt trước kích thích không điều kiện, tức là tạo ra một phản xạ có điều kiện. Các thí nghiệm cho thấy khi một phần cụ thể của nhân xen (một trong những nhân tiểu não sâu) hoặc một vài điểm cụ thể trên vỏ tiểu não bị tổn thương, khả năng học phản ứng chớp mắt có điều kiện sẽ mất đi. Nếu các luồng tín hiệu đầu ra của tiểu não bị bất hoạt (về mặt dược lý) trong khi vẫn giữ nguyên các luồng thông tin đầu vào và mạng kết nối liên tế bào, quá trình học vẫn diễn ra ngay cả khi động vật không biểu hiện bất kỳ đáp ứng nào. Nếu mạch kết nối liên bào bị phá vỡ thì sẽ không diễn ra quá trình học. Những thí nghiệm trên đây đã củng cố mạnh mẽ cho luận điểm rằng quá trình học thực sự diễn ra bên trong tiểu não.

#### Lý thuyết và mô hình vi tính

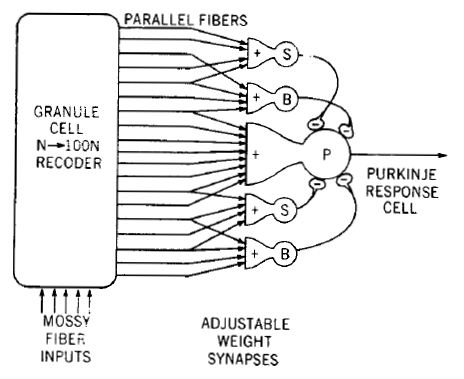
Mô hình thuật toán perceptron tiểu não do James Albus xây dựng

Kiến thức rộng lớn về cấu trúc giải phẫu và chức năng hành vi của tiểu não là mãnh đất màu mỡ để phát triển các học thuyết. Có lẽ có nhiều học thuyết về chức năng của tiểu não hơn tất thảy bộ phận nào khác của não (tính đến thời điểm này thôi). Sự khác biệt cơ bản nhất giữa các thuyết tựu chung lại thành hai nhóm: một là, "thuyết học tập" và "thuyết thực hành" - đó cũng là sự đối lập giữa lý thuyết  tính thích ứng của synap (synaptic plasticity) trong tiểu não đóng vài trò trong học tập so với lý thuyết về xử lý tín hiệu tiểu nảo đóng vai trò giải thích các khía cạnh của hành vi đang diễn ra. Một số thuyết của cả hai loại trên đã được xây dựng thành mô hình toán học và mô phỏng bằng máy tính.
"Thuyết thực hành" ra đời sớm nhất có lẽ là giả thuyết "đường trễ" (delay line) của Valentino Braitenberg. Thuyết này do Braitenberg và Roger Atwood đưa ra vào năm 1958, đề xuất rằng sự lan truyền chậm của các tín hiệu dọc theo các sợi song song gây độ trể tiên đoán được cho phép tiểu não thực hiện để thăm dò mối tương quan với thời gian trong một khung đánh giá nào. Dữ liệu thực nghiệm không ủng hộ mô hình gốc ban đầu , nhưng Braitenberg tiếp tục bàn cãi cho những mô hình sữa đổi sau. Giả thuyết cho rằng tiểu não về cơ bản hoạt động như một hệ thống thời gian đã được Richard Ivry ủng hộ. Một "thuyết thực hành" cũng có tầm ảnh hưởng khác là lý thuyết mạng Tensor của Pellionisz và Llinás. Thuyết này đưa ra một công thức phát triển toán học mô phỏng ý tưởng rằng chức năng vi tính nền tảng của tiểu não là để chuyển đổi "tọa độ" cảm giác (sensory coordinates) thành "tọa độ" vận động (motor coordinates).
Hầu hết các "thuyết học tập" đều bắt nguồn từ các bài báo của Marr và Albus. Bài báo năm 1969 của Marr đề xuất rằng tiểu não là một thiết bị học cách liên kết các chuyển động cơ bản được mã hóa bởi sợi leo, trong đó luồng thông tin đầu vào sợi rêu mã hóa "cảm giác". Năm 1971, Albus đề xuất rằng tế bào Purkinje tiểu não hoạt động như một perceptron (Ngày nay, perceptron là một thuật toán trong máy học về bộ phân loại nhị phân hay hàm (số) ngưỡng. Nó được đơn giản hóa từ neuron sinh học. Một mô hình tuyến tính tựa perceptron có thể tạo ra vài dạng hành vi như neuron thật.). Sự khác biệt cơ bản nhất giữa thuyết của Marr và Albus là Marr cho rằng hoạt động của sợi leo sẽ tăng cường các synap sợi song song, trong khi Albus thì ngược lại, nó làm suy yếu liên kết synap sợi song song. Albus sử dụng thuật toán phần mềm mà ông gọi là CMAC (Bộ điều khiển liên kết mô hình tiểu não) để minh họa cho thuyết của mình, thuật toán này đã được thử nghiệm và ứng dụng.

## Ý nghĩa lâm sàng
Tổn thương tiểu não thường gây ra các triệu chứng vận động, cụ thể như thế nào thì còn tùy vào phần tiểu não bị ảnh hưởng và mức độ tổn thương. Tổn thương thùy bông nút có thể gây mất thăng bằng, đặc biệt là dáng đi không đều, thay đổi, với tư thế chân dang rộng để tăng diện tích chân đế nhằm cố gắng giữ thăng bằng. Tổn thương vùng đai ngoài thường gây rối loạn chuyển động có ý thức và chuyển động có kế hoạch, rối loạn về lực, hướng, tốc độ và biên độ của các cử động. Một số biểu hiện khác: giảm trương lực, loạn vận ngôn (dysarthria, mất khả năng phát âm), rối tầm (dysmetria, mất khả năng đánh giá khoảng cách hoặc phạm vi chuyển động), Loạn liên động (dysdiadochokinesia, mất khả năng thực hiện các chuyển động có tính xen kẽ nhanh như đi bộ), hiện tượng hồi ứng (rebound phenomenon), và run có chủ ý hay run khi tự chủ  (cử động không theo ý muốn do co thắt xen kẽ nhau của các nhóm cơ đối lập). Tổn thương ở phần đường giữa có thể làm gián đoạn các chuyển động của toàn bộ cơ thể, trong khi tổn thương ở vị trí ngoài của tiểu não có thể làm rối loạn các chuyển động tinh tế của bàn tay hoặc tứ chi. Tổn thương phần trên của tiểu não có thể gây nên rối loạn dáng đi và giảm khả năng phối hợp chân; tổn thương phần dưới có thể gây ra các chuyển động quá tầm mục tiêu cánh tay và bàn tay, cũng như khó khăn khi điều khiển tốc độ cử động. Tổ hợp các triệu chứng vận động này được gọi là thất điều.
Để xác định các vấn đề về tiểu não, trong khi khám thần kinh cần quan sát dáng đi (chân dang rộng khi đi là dấu hiệu của thất điều), nghiệm pháp ngón tay trỏ - mũi và quan sát tư thế. Nếu nghi ngờ rối loạn chức năng tiểu não, có thể chỉ định chụp cộng hưởng từ để có được hình ảnh chi tiết về các thay đổi cấu trúc của tiểu não.
Có nhiều nguyên nhân gây tổn thương tiểu não, chẳng hạn như tai biến mạch não não (đột quỵ não), chảy máu, phù não, u, nghiện rượu, các chấn thương vật lý như vết thương sọ não do súng, chất nổ (hỏa khí), và các tình trạng thoái hóa mạn tính như teo trám cầu tiểu não (olivopontocerebellar atrophy – OCPA). Một số dạng migraine cũng có thể gây ra tình trạng rối loạn chức năng tạm thời của tiểu não, tùy mức độ nặng. Nhiễm trùng có thể dẫn đến tổn thương tiểu não, ví dụ như bệnh prion (thuộc nhóm các bệnh não xốp truyền nhiễm do prion (transmissible spongiform encephalopathies – TSEs) và hội chứng Miller Fisher, một biến thể của hội chứng Guillain–Barré.

### Lão hóa
Tiểu não của người thay đổi theo tuổi tác. Những thay đổi của tiểu não có thể khác với các vị trí khác của não. Theo đồng hồ biểu sinh để tính tuổi mô học, Tiểu não là vùng não "trẻ" nhất. Theo một nghiên cứu năm 2015, tiểu não "trẻ" hơn khoảng 15 tuổi so với dự kiến ở một người sống trăm tuổi. Hơn nữa, các kiểu biểu hiện gen trong tiểu não người cho thấy tiểu não ít chịu thay đổi liên quan đến tuổi tác hơn so với ở vỏ não. Một số nghiên cứu cho thấy có sự giảm số lượng tế bào hoặc thể tích mô tiểu não, nhưng lượng dữ liệu chứng minh còn hạn chế.

### Rối loạn phát triển và thoái hóa

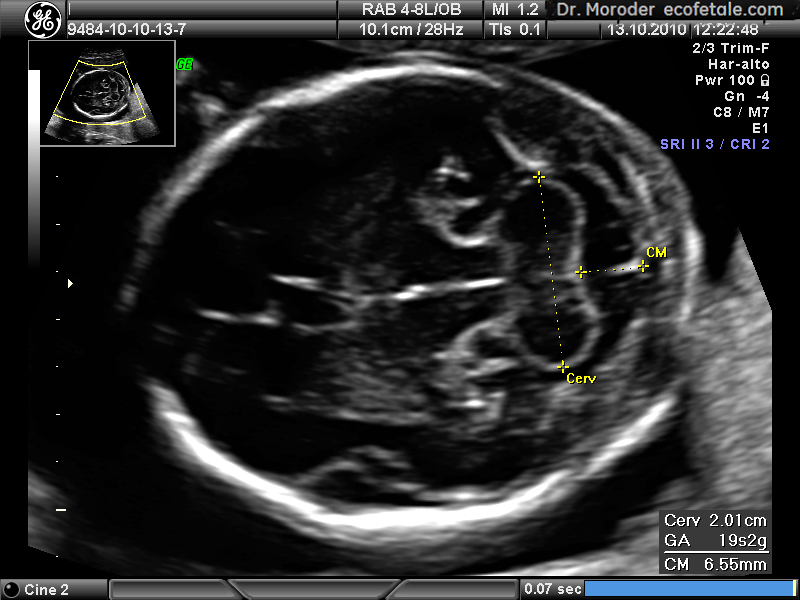
Hình ảnh siêu âm đầu thai nhi ở tuần thứ 19 thai kỳ. Tiểu não và bể lớn (cisterna magna) của thai nhi bình thường

Dị tật bẩm sinh, rối loạn di truyền và các tình trạng mắc phải có thể ảnh hưởng đến cấu trúc tiểu não, từ đó ảnh hưởng đến chức năng tiểu não. Nếu không thể giải quyết được các rối loạn này, cách điều trị duy nhất có thể là giúp bệnh nhân chung sống với bệnh tật. Chụp tiểu não thai nhi bằng siêu âm ở tuần thứ 18 đến tuần thứ 20 của thai kỳ có thể được sử dụng để sàng lọc các khuyết tật ống thần kinh của thai nhi với độ nhạy lên đến 99%.
Trong quá trình phát triển bình thường, tín hiệu protein sonic hedgehog (sonic hedgehog protein (SHH)) nội sinh kích thích sự tăng sinh nhanh chóng tế bào tiền thân tế bào hạt tiểu não (cerebellar granule neuron progenitor, CGNP) ở lớp hạt ngoài. Vào giai đoạn cuối của phôi thai và giai đoạn đầu sau sinh, tiểu não phát triển, trong đó tế bào tiền thân tế bào hạt tiểu não tăng sinh trong lớp hạt ngoài và đạt đỉnh trong giai đoạn phát triển sớm (ngày thứ 7 sau sinh ở chuột). Khi các tế bào tiền thân này biệt hóa thành tế bào hạt tiểu não, chúng di chuyển đến lớp hạt trong, hình thành tiểu não trưởng thành (vào ngày thứ 20 sau sinh ở chuột). Các đột biến kích hoạt bất thường tín hiệu protein sonic hedgehog, gây nên ung thư tiểu não (u nguyên tủy bào) ở người mắc hội chứng Gorlin (tên đầy đủ: hội chứng tế bào đáy dạng nơ-vi – Nevoid basal cell syndrome) và ở sinh vật mô hình là chuột biến đổi gen.
Tiểu não bị dị tật bẩm sinh hoặc thiểu sản nhộng tiểu não là đặc điểm của dị tật Dandy–Walker và hội chứng Joubert. Trong những trường hợp rất hiếm, có thể không tồn tại tiểu não (bất sản tiểu não – cerebellar agenesis). Các rối loạn thần kinh di truyền bệnh Machado–Joseph, thất điều giãn mạch (ataxia-telangiectasia) và thất điều Friedreich gây ra thoái hóa thần kinh tiến triển liên quan tiểu não. Dị tật não bẩm sinh bên ngoài tiểu não có thể gây ra thoát vị mô tiểu não, như ở một số thể của dị tật Arnold–Chiari.
Thoái hóa tiểu não có mối tương quan với các rối loạn thần kinh tiến triển vô căn như teo đa hệ thống, hội chứng Ramsay Hunt loại I, và thoái hóa tiểu não cận u (paraneoplastic cerebellar degeneration, trong đó các khối u ở nơi khác trong cơ thể gây ra phản ứng tự miễn gây mất neuron ở tiểu não). Teo tiểu não có thể là kết quả của tình trạng thiếu hụt cấp tính vitamin B1 (thiamine) như bệnh beriberi và hội chứng Wernicke–Korsakoff, hoặc thiếu hụt vitamin E.
Teo tiểu não còn được thấy trong bệnh Huntington, bệnh đa xơ cứng, run vô căn, động kinh giật cơ tiến triển và bệnh Niemann–Pick. Teo tiểu não cũng có thể xảy ra do tiếp xúc với độc tố như kim loại nặng hoặc dược phẩm, chất hướng thần.

### Đau
Đã có qui ước chung rằng Tiểu não liên quan đến quá trình xử lý cơn đau. Tiểu não nhận tín hiệu đau từ cả hai con đường vỏ-tiểu não đi xuống và con đường tủy-tiểu não đi lên, thông qua nhân cầu và nhân trám dưới. Một số thông tin này được chuyển đến hệ vận động, tạo ra phản xạ tránh đau có ý thức, được phân loại theo mức độ đau.
Những tác động trực tiếp và gián tiếp gây đau được cho là tạo ra hành vi tránh đau lâu dài, từ đó xuất hiện thay đổi về tư thế lâu dài, hệ quả là tái cấu trúc chức năng và giải phẫu của các nhân tiền đình và cảm giác bản thể. Kết quả, đau thần kinh mạn tính có thể gây ra sự tái cấu trúc giải phẫu và chức năng của não sau, bao gồm cả tiểu não. Mức độ của quá trình tái cấu trúc này và sự xuất hiện chất chỉ điểm của tế bào tiền neuron cho thấy có vai trò của quá trình sinh thần kinh ở người trưởng thành vào những thay đổi này.

## Giải phẫu so sánh và tiến hóa

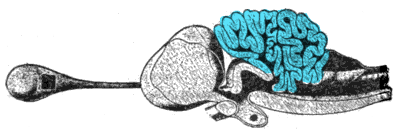
Mặt cắt ngang não của cá nhám thu (Lamna nasus). Tiểu não được hiển thị bằng màu xanh lam

Các luồng thông tin đi trong tiểu não tương tự nhau ở tất cả các lớp động vật có xương sống, bao gồm cá, bò sát, chim và động vật có vú. Ở động vật chân đầu cũng có cấu trúc tương tự tiểu não, chẳng hạn như bạch tuộc. Bằng chứng này cho thấy tiểu não thực hiện các chức năng quan trọng đối với tất cả các loài động vật có não.
Có sự khác biệt đáng kể về kích thước và hình dạng của tiểu não ở các loài động vật có xương sống khác nhau. Ở động vật lưỡng cư, tiểu não ít phát triển, còn ở cá mút đá và Myxinidae, tiểu não hầu như không thể phân biệt được với thân não. Mặc dù tủy-tiểu não (hay còn gọi là gai-tiểu não) có mặt trong nhóm động vật này, nhưng cấu trúc tiểu não chỉ là các cặp nhân nhỏ tương ứng với tiền đình tiểu não. Kích thước tiểu não tăng dần theo thứ tự: bò sát, chim và động vật có vú. Tiểu não chứa các thùy lớn, sóng đôi và gấp nếp được tìm thấy ở người là đặc trưng của động vật có vú. Còn tiểu não các nhóm động vật khắc chỉ là một thùy duy nhất, hoặc trơn hoặc có rãnh. Ở động vật có vú, tân tiểu não là phần chiếm nhiều khối lượng của của toàn bộ tiểu não, nhưng ở các động vật có xương sống khác, cấu trúc có tỷ trọng lớn nhất thường là tủy-tiểu não.
Tiểu não của lớp Cá sụn và liên lớp Cá xương có kích thước lớn và phức tạp. Tiểu não cá khác với tiểu não động vật có vú về cấu trúc bên trong: Tiểu não cá không chứa các nhân tiểu não sâu riêng biệt như là động vật có vú. Thay vào đó, tế bào Purkinje cho sợi chiếu đến một loại tế bào riêng biệt phân bố trên vỏ tiểu não, loại tế bào này không thấy ở động vật có vú. Ở họ Cá mũi voi (một họ cá nước ngọt), tiểu não lớn hơn đáng kể so với phần còn lại của não. Phần lớn nhất của nó là một cấu trúc đặc biệt gọi là van nhỏ (valvula) có cấu trúc đều đặn khác thường và nhận được phần lớn luồng thông tin đầu vào từ cơ quan cảm nhận dòng điện (electrosensory).
Đặc điểm nổi bật của tiểu não động vật có vú là tiểu não phình ra các thùy bên, mà tương tác chủ yếu của nó là với vỏ não mới. Khi loài khỉ tiến hóa thành loài vượn, hai thùy bên iếp tục phình ra, song song với đó là thùy trán của vỏ não mới cũng tăng kích thước. Ở loài vượn người cổ đại và loài Homo sapiens đến giữa kỷ Băng Hà , tiểu não vẫn tiếp tục phình rộng, nhưng thùy trán phình ra nhanh hơn. Tuy nhiên, giai đoạn tiến hóa gần đây nhất của loài người thực sự có thể liên quan đến sự gia tăng kích thước tương đối của tiểu não, vì vỏ não mới giảm kích thước trong khi tiểu não vẫn phình rộng. So với phần còn lại của não, kích thước của tiểu não người đã tăng lên trong khi kích thước của đại não giảm đi. Do quá trình phát triển và thực hiện vận động, khả năng thị giác-không gian và học tập diễn ra trong tiểu não, ở một khía cạnh nào đó, sự phát triển của tiểu não được cho là có tương quan với khả năng nhận thức của người. Các bán cầu bên của tiểu não ở cả người và vượn hiện nay lớn hơn 2,7 lần so với ở khỉ. Những thay đổi này về kích thước tiểu não không có mối tương quan tới khối lượng cơ lớn hơn. Như vậy sự phát triển của tiểu não có mối tương quan chặt chẽ với sự phát triển của phần còn lại của não hoặc các hoạt động thần kinh diễn ra trong tiểu não rất quan trọng trong quá trình tiến hóa của họ Người. Do vai trò của tiểu não trong các chức năng thuộc lĩnh vực nhận thức, tiểu não tăng kích thước có thể đóng vai trò trong tiếp thu nhận thức.

### Cấu trúc giống tiểu não
Hầu hết các loài động vật có xương sống đều có tiểu não hay một hoặc nhiều cấu trúc giống tiểu não, các vùng não giống tiểu não về mặt kiến trúc tế bào (cytoarchitecture) và hóa học thần kinh. Cấu trúc giống tiểu não duy nhất được tìm thấy ở động vật có vú là nhân ốc tai lưng, một trong hai nhân cảm giác chính nhận tín hiệu trực tiếp từ thần kinh ốc tai. Nhân ốc tai lưng là một cấu trúc nhiều lớp, với lớp đáy chứa các tế bào hạt tương tự như tế bào hạt ở tiểu não, tạo ra các sợi song song đi lên lớp nông và chạy ngang qua lớp này. Lớp bề mặt chứa một tập hợp các neuron GABAergic được gọi là tế bào hình bánh xe (chưa có thuật ngữ chính thức, tạm dịch từ: cartwheel cell) có cấu trúc giải phẫu và hóa học giống với các tế bào Purkinje. Các neuron này nhận luồng tín hiệu đầu vào từ sợi song song, nhưng không có bất kỳ luồng tín hiệu đầu vào nào giống với sợi leo. Các neuron đầu ra của nhân ốc tai lưng là tế bào tháp. Các tế bào này là neuron glutamatergic, giống tế bào Purkinje ở một số đặc điểm: có sợi nhánh gai dẹt, nhận luồng tín hiệu đầu vào từ các sợi song song, nhưng các tế bào này cũng có sợi nhánh nhận luồng tín hiệu đầu vào từ các sợi thần kinh ốc tai, chạy qua nhân ốc tai lưng theo hướng vuông góc với các sợi song song. Nhân ốc tai lưng phát triển mạnh nhất ở loài gặm nhấm và các động vật nhỏ, và ít phát triển một cách đáng kể ở loài linh trưởng. Chức năng của nhân này vẫn chưa được hiểu rõ; nhân ốc tai lưng được cho là có liên quan đến xác định âm thanh trong không gian.
Hầu hết các loài cá và động vật lưỡng cư đều có hệ thống cơ quan đường bên giúp cảm nhận sóng áp suất trong nước. Một trong những vùng não nhận tín hiệu đầu vào chính của cơ quan đường bên là nhân lưng giữa dây 8 có cấu trúc giống tiểu não, chứa tế bào hạt và sợi song song. Ở cá có cơ quan cảm nhận dòng điện (electrosensory), luồng tín hiệu đầu vào từ hệ thống cơ quan cảm nhận dòng điện đi đến nhân lưng bên dây 8 (us) là nhân cảm giác nằm ở tiểu não. Nó nhận cảm giác từ hệ thống đường bên (ngoài hay ngoại vi). Nhân này thuộc hệ thống nhân dây 8 ngoại vi, nó gồm cơ quan cảm giác, kết nối thần kinh đám ứng cho thăm dò thính lực, tiền đình và các  đầu vào của hệ thống đường bên, cho dù ở cá không có dây thần kinh số 8 thích lực, nhưng có cấu trúc giống tiểu não và đặc tên như vậy ). Ở cá vây tia, gò trên có một lớp gọi là lớp biên (marginal layer), có chức năng tương tự tiểu não.
Tất cả các cấu trúc giống tiểu não này chủ yếu có lẽ liên quan đến chi phối cảm giác hơn là vận động. Tất cả chúng đều có tế bào hạt, tế bào này tạo sợi song song để tạo synapse với các neuron giống Purkinje (Purkinje-like neuron), nhưng khác với tiểu não là không có sợi leo, thay vào đó, chúng nhận luồng tín hiệu đầu vào trực tiếp từ các cơ quan cảm giác ngoại vi. Chưa chứng minh cấu trúc này đóng vai trò gì, nhưng theo suy đoán thì cấu trúc giống tiểu não có chức năng chuyển đổi tín hiệu đầu vào cảm giác theo một cách tinh vi nào đó, có lẽ là để bù đắp cho thay đổi về tư thế cơ thể. Nhà thần kinh học người Mỹ James M. Bower và những người khác dựa trên cấu trúc giống tiểu não và một phần dựa trên các nghiên cứu về tiểu não, lập luận rằng bản thân tiểu não về cơ bản là một cấu trúc chi phối cảm giác và nó góp phần vào việc kiểm soát vận động bằng cách di chuyển cơ thể theo cách kiểm soát tín hiệu cảm giác. Bất chấp quan điểm của Bower, có bằng chứng mạnh mẽ cho thấy tiểu não ảnh hưởng trực tiếp đến hoạt động vận động ở động vật có vú.

## Lịch sử

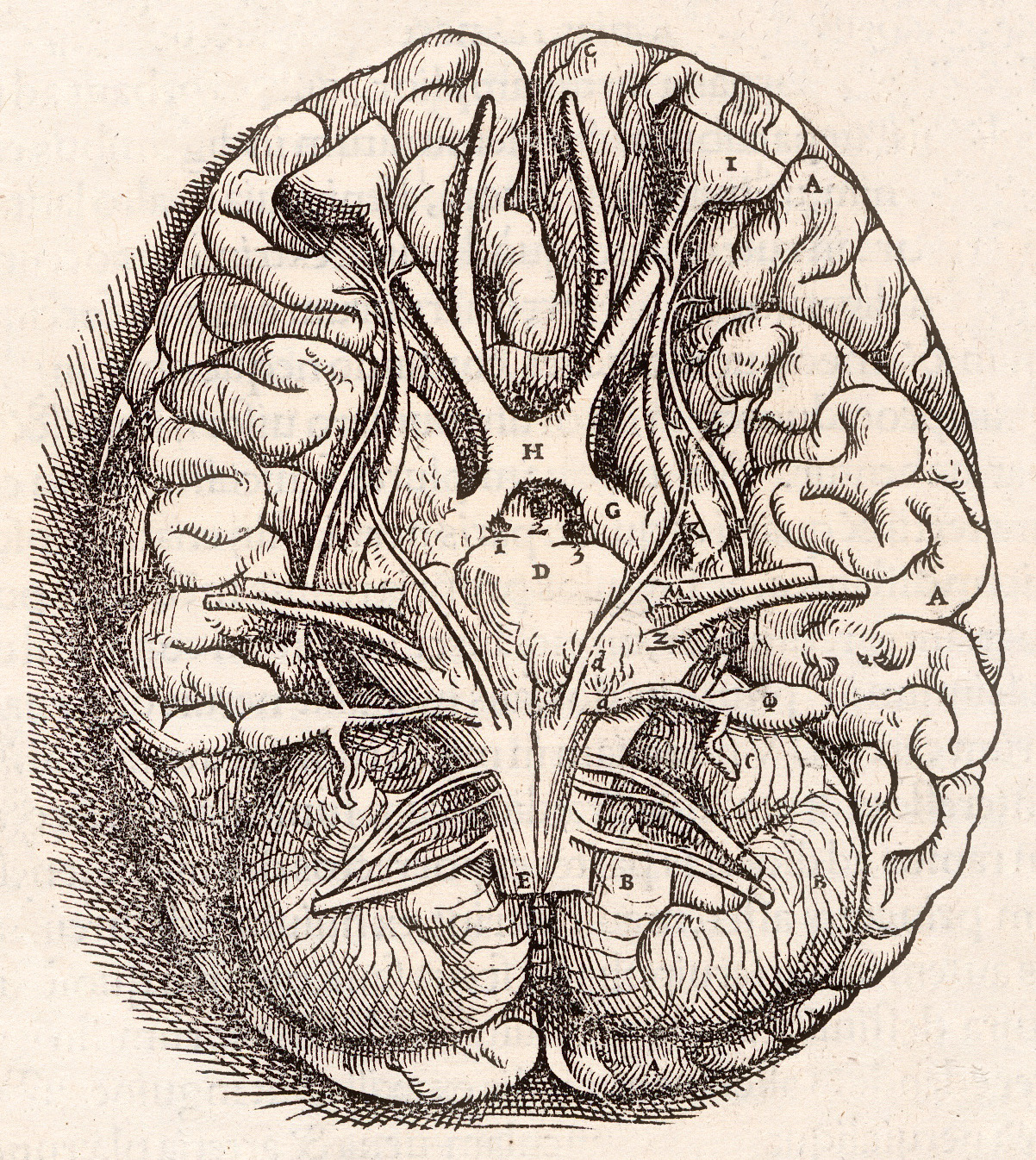
Phần nền của não người, Andreas Vesalius vẽ vào năm 1543

### Mô tả
Y văn của Aelius Galenus ghi nhận Aristotleles và Herophilos gọi tiểu não là παρεγκεφαλίς (parenkephalis), trái ngược với ἐγκέφαλος (enkephalos) tức là não thực sự. Bản mô tả chi tiết của Aelius Galenus là bản mô tả sớm nhất còn sót lại. Ông suy đoán rằng tiểu não là nguồn gốc của dây thần kinh chi phối vận động.
Đến thời kỳ Phục Hưng, Vesalius có thảo luận ngắn gọn về tiểu não và Thomas Willis mô tả chi tiết hơn tiểu não vào năm 1664. Thế kỷ 18 đã có nhiều nghiên cứu giải phẫu, nhưng mãi đến đầu thế kỷ 19 thì mới có những hiểu biết sơ khởi về chức năng tiểu não. Năm 1809, Luigi Rolando phát hiện rằng tổn thương tiểu não sẽ dẫn đến rối loạn vận động. Trong nửa đầu thế kỷ 19, Jean Pierre Flourens tiến hành công trình nghiên cứu một cách chi tiết, cho thấy rằng động vật bị tổn thương tiểu não vẫn có thể di chuyển, nhưng mất khả năng phối hợp (chuyển động lạ, dáng đi vụng về và yếu cơ), có thể phục hồi gần như hoàn toàn sau tổn thương trừ khi tổn thương quá rộng. Đến đầu thế kỷ 20, vai trò chính của tiểu não liên quan đến kiểm soát vận động đã được chấp nhận rộng rãi; nửa đầu thế kỷ 20 đã đưa ra một số mô tả chi tiết về triệu chứng lâm sàng liên quan đến bệnh tiểu não ở người.

### Từ nguyên

#### Tiếng Việt
Theo Hán Việt Tự Điển của tác giả Thiều Chửu, trong mục từ 腦 (Não) có viết:
Óc. Phần ở khắp cả bộ đầu gọi là óc lớn : đại não 大腦, chủ về việc tri giác vận động, phần ở sau óc lớn hình như quả bóng nhỏ tiểu não : 小腦, chuyên chủ về vận động, ở dưới đáy óc lớn gọi là óc giữa trung não : 中腦, dưới liền với tủy xương sống, gọi là duyên tủy 延髓, đều chủ sự thở hút. Do óc giữa xuống tủy chia ra các dây nhỏ đi suốt cả mình gọi là não khí cân 腦氣筋 dây gân óc, hay là não thần kinh 腦神經.

#### Tiếng Anh
Trong tiếng Anh, cerebellum là một từ chứa hậu tố giảm nhẹ (diminutive) của từ cerebrum (não); dịch theo nghĩa đen là não nhỏ. Tên Latin là bản dịch trực tiếp của từ παρεγκεφαλίς (parenkephalis) trong tiếng Hy Lạp cổ, được sử dụng trong các tác phẩm của Aristotleles (người đầu tiên mô tả cấu trúc giải phẫu này). Trong lịch sử, tiểu não có nhiều danh pháp nguồn gốc từ tiếng Hy Lạp hoặc tiếng La-tinh, gồm cerebrum parvum, encephalion, encranion, cerebrum posterius, và parencephalis.